# Satellite City
Satellite City was een Belgische poprockband rond zanger/gitarist Allan Muller.
De band bracht in 2003 zijn debuutalbum uit.
Een jaar later verscheen opvolger Maps & Guide. De eerste single uit dit album (Friends) werd een radiohit, en werd opgenomen op verschillende compilatiealbums.

## Discografie
- 2003 Satellite City (Monorama)
- 2004 Maps & guide (Green l.f.ant)

Het nummer Friends werd opgenomen op volgende compilaties: 
- 100 op 1 - De Beste Belgen Vol. 3 (EMI Music)
- 30 Jaar Studio Brussel - Eigen Kweek (Parlophone)
- Bel 2000 - De Beste Belpop Van 2000>2004 (EMI)
- Humo's Top 2004 (EMI)
- De Afrekening 35 - Best Of 2004 (PIAS)